# Kartal (district)
Kartal est l'un des 39 districts de la ville d'Istanbul, en Turquie.